# Gustavo Ramírez Vergara
Gustavo Ramírez Vergara (Curepto, 3 de mayo de 1932 - Talca, 31 de julio de 2019) fue un ingeniero químico y político chileno. Diputado por tres períodos consecutivos entre 1965 y 1973 por el Partido Demócrata Cristiano (PDC). Ocupó nuevamente el cargo entre 1990 y 1994.

## Biografía
Hijo de Bartolomé Ramírez Benavente y Elvira Vergara Ramírez. Se casó en 1958 con Ana Nivia Gómez Capitaine y tuvieron cinco hijos: Gustavo Alejandro Alfonso, Héctor Leonardo, Carlos Eduardo, Rodrigo Eugenio y Nivia Marianela.
Los estudios secundarios los realizó en el Liceo de Hombres de Talca, y los superiores en la Universidad Católica de Chile, donde se tituló de ingeniero químico. Durante sus años como estudiante fue dirigente de la Federación de Estudiantes de la Universidad Católica (FEUC).
Sus actividades políticas comenzaron cuando ingresó al Partido Agrario Laborista. Luego se sumó al Partido Demócrata Cristiano, donde se desempeñó como tesorero provincial del partido en Maule.
En las elecciones parlamentarias de 1957 se postuló como candidato a diputado por la Decimosegunda Agrupación Departamental Talca, Lontué y Curepto, período 1957-1961, pero no resultó elegido. En 1963 fue elegido regidor por Talca.
En 1965 fue elegido diputado, por la Decimosegunda Agrupación Departamental, Talca, Lontué y Curepto y resultó elegido, período 1965-1969. Integró la Comisión Permanente de Defensa Nacional; la de Economía y Comercio; la de Educación Pública; la de Agricultura; y la de Minería e Industrias. También fue miembro de la Comisión Especial Vinícola. Fue reelecto en 1965 y 1973. El golpe militar del 11 de septiembre de 1973 puso término anticipado al período.
Tras la dictadura militar fue nuevamente elegido diputado, esta vez por el distrito 36 de Curicó, Teno, Romeral, Molina, Sagrada Familia, Hualañé, Licantén, Vichuquén y Rauco, en un cargo que ocupó entre 1990 y 1994. Integró la Comisión Permanente de Hacienda; y la de Régimen Interno, Administración y Reglamento.
Hacia 1999 se alejó de la DC y lideró el Partido Regionalista. En la elección presidencial de aquel año apoyó al candidato Arturo Frei Bolívar. En 2001 intentó volver sin éxito al Congreso al presentarse como candidato a diputado independiente por el distrito 37 de Talca.
En 1996 publicó "La Familia Ramírez Vergara: Origen y Desarrollo (1541-1984)", libro de apuntes genealógicos reunidos a lo largo de varios años de investigación, que abarca sus líneas de ascendencia paterna y materna.

## Historial electoral

### Elecciones parlamentarias de 1973
- Diputado por la Duodécima Agrupación Departamental

### Elecciones parlamentarias de 1989
- Elecciones parlamentarias de 1989, para el Distrito 36, Curicó, Hualañé, Licantén, Molina, Rauco, Romeral, Sagrada Familia, Teno y Vichuquén [2]

### Elecciones parlamentarias de 2001
- Elecciones parlamentarias de 2001, para el Distrito 37, Talca[3]